# Giampiero Cannella
Pietro Cannella, detto Giampiero (Palermo, 24 giugno 1965), è un politico italiano.

## Biografia
Dirigente palermitano del FUAN Destra Universitaria, viene chiamato da Maurizio Gasparri nella direzione nazionale dell'organizzazione. Nel 1998 diviene vice presidente nazionale, e giornalista praticante al Secolo d'Italia.
Nel 2000 diviene presidente nazionale di Azione Universitaria. Candidato al proporzionale alle politiche del 2001 nella lista di AN, è primo dei non eletti, ma il 1º agosto 2001 diviene deputato alla Camera per Alleanza Nazionale, dopo le dimissioni di Guido Lo Porto, eletto presidente dell'Assemblea regionale siciliana.
Non rieletto nel 2006, è nominato assessore comunale e poi vice sindaco di Palermo. È coordinatore provinciale di AN fino al 2008. Dal 2008 è di nuovo assessore al comune di Palermo nella giunta di Diego Cammarata.
Si candida alla Camera nel 2008 con il PdL ed è primo dei non eletti. A causa di una sentenza della Corte Costituzionale che ha stabilito l'incompatibilità tra parlamentare e sindaco dei Comuni sopra 20 000 abitanti, il 16 dicembre 2011 Nicolò Cristaldi rassegna le dimissioni da deputato optando per la carica di Sindaco di Mazara del Vallo. Lo stesso giorno è stato sostituito da Cannella, che ha aderito al gruppo de Il Popolo della Libertà.
Si candida alle elezioni politiche del 2013 come capolista alla Camera nella circoscrizione Sicilia 1 per la lista Fratelli d'Italia - Centrodestra Nazionale, ma non è riconfermato. Nel 2013 crea il giornale on-line "il sito di Sicilia". Viene nominato coordinatore di Fratelli d'Italia per la Sicilia occidentale.
Candidato al plurinominale alla Camera alle elezioni politiche del 2018 con Fratelli d'Italia, non è eletto. Nel giugno 2019 entra nello staff della comunicazione del presidente della Regione siciliana Nello Musumeci.
Dal 2022 è assessore comunale a Palermo con deleghe alle Politiche culturali, Sistema museale e bibliotecario, Spettacolo ed eventi culturali, Toponomastica. Il 19 febbraio 2024 è nominato vicesindaco di Palermo in sostituzione di Carolina Varchi.